# Affonso Eduardo Reidy
Affonso Eduardo Reidy (Paris, 26 de outubro de 1909 – Rio de Janeiro, 10 de agosto de 1964) foi um arquiteto. É considerado um dos pioneiros na introdução da arquitetura moderna no país, sendo um dos grandes nomes do urbanismo moderno no país.

## Formação
Filho de Richard George Reidy, inglês, e Eugênia Italina Belens Bezzi Reidy, brasileira de ascendência italiana, cedo passa a viver no Rio de Janeiro e, aos 17 anos, ingressa no curso de arquitetura da Escola Nacional de Belas Artes,  concluindo sua formação  em 1930. Ainda durante seus estudos Reidy estagiou com o urbanista francês Alfredo Agache, responsável pelo novo plano diretor da cidade do Rio de Janeiro. Ainda no ano de sua formatura é indicado por Lúcio Costa para ser assistente de Gregori Warchavchik, então professor da Escola Nacional de Belas Artes e a primeira personalidade a contrapor o desenvolvimento da vertente neocolonial no Brasil. Em pouco tempo, Reidy assumiria a função de professor, ocupada por Warchavchik, nas cadeiras de desenho e planejamento urbano, contribuindo para a formação de uma geração de arquitetos que ficaria conhecida como "escola carioca".
Influenciado pelas ideias de Le Corbusier - um traço comum a muitos arquitetos da sua geração - Reidy integrará a equipe  que, no fim da década de 1930, sob direção de Lúcio Costa,  projetaria o edifício-sede do recém-criado Ministério de Educação e da Saúde (atual Palácio Gustavo Capanema). Do mesmo grupo,  também faziam parte Oscar Niemeyer, Carlos Leão, Ernani Vasconcellos e Jorge Machado Moreira.

## Obra
Reidy foi um dos nomes paradigmáticos do grupo de arquitetos conhecidos como Escola Carioca. Dessa forma, sua obra procura absorver as propostas do International style e interpretá-las no contexto brasileiro. Por outro lado, sua obra foi uma das únicas elogiadas pelo artista europeu construtivista Max Bill quando de sua conhecida crítica à arquitetura brasileira moderna e especialmente à vertente carioca.
Em 1931, Reidy ganha primeiro lugar no concurso para escolher um abrigo para moradores de rua. Esse primeiro projeto mostra o caminho que será seguido por ele, sendo uma construção tipicamente racionalista, bastante econômica em seus meios porém com uma espacialidade aberta e generosa. Já na década de 1940 desenvolve o estilo brasileiro junto com outros arquitetos da época, aproveitando-se particularmente da linguagem formal iniciada por Oscar Niemeyer no Conjunto Arquitetônico da Pampulha, em 1943. Como exemplo há um projeto de 1948 para uma fábrica para produtos cosméticos no Rio de Janeiro, onde abóbadas de concreto são utilizadas para animar a composição com um volume longo de teto curvo, referentes ao Projeto de Niemeyer para o Iate Clube Fluminense. Reidy também explora a linguagem básica do Ministério de Educação e Saúde em 1944 num projeto para um edifício de vinte e dois andares para a Viação Férrea do Rio Grande do Sul.
Esteve grande parte da vida ligado ao serviço público, notadamente no Departamento de Urbanismo da prefeitura onde empreende alguns projetos importantes, como a urbanização do centro carioca. Seu projeto de 1948, não realizado, previa a urbanização da área liberada pelo desmonte do Morro do Santo Antônio com edifícios administrativos, residenciais e até um museu a ser projetado por Le Corbusier. Participa do projeto do Aterro do Flamengo, junto com o paisagista Burle Marx. Além de prover a cidade de vias de ligação entre a zonas sul e norte, cria um amplo parque na orla do Flamengo.

Projeto de Affonso Eduardo Reidy para o Aterro do Flamengo.

Em 1947 participa do concurso para a elaboração do Centro de Tecnologia Aeronáutica, afinal vencido por  Niemeyer.
Nesse período casa-se com Carmen Portinho, a terceira mulher a se formar em  engenharia, no Brasil, e que será também sua  parceira constante na elaboração de projetos.
O último projeto de Affonso Eduardo Reidy é o edifício onde funcionou a sede do extinto Instituto de Previdência do Estado do Rio de Janeiro- IPERJ. Inicialmente o prédio atendia ao Montepio dos empregados do Estado da Guanabara, em 1962 torna-se o IPEG( Instituto dos Empregados da Guanabara) e a partir de 1975 o IPERJ. Atualmente sedia a Secretaria de Estado de Fazenda.
Em particular o edifício de Reidy na Av. Presidente Vargas traz soluções interessantes para uma edificação verticalizada. Sendo disposta em um terreno de esquina Reidy tratou as fachadas com base na orientação solar. A fachada oeste foi protegida com brises de concreto armado e alumínio e a sul (voltada para a Av. Presidente Vargas) tem um pano de vidro, que proporciona ventilação, iluminação natural e uma bela vista da cidade do Rio de Janeiro.
A edificação possui 22 pavimentos, onde encontramos um térreo com duas unidades de distintas finalidades. No acesso, Reidy dispôs locais de entrada e saída. Duas entradas localizadas na rua de menor movimento e uma saída fica para a Av. Presidente Vargas. O salão de recepção dá acesso às escadas e cinco elevadores.
Os pavimentos tipo possuem uma parte com layout fixo e outra de layout mais flexível. Próximas à escada e elevadores, Reidy localiza unidades do programa que visam a atender as necessidades básicas do pavimento: banheiros, copas, depósitos etc. O restante do pavimento possui um layout mais dinâmico, contudo Reidy criou regras básicas para a disposição das divisórias.
Os pilares locados no térreo vão até 20° pavimento, em cada piso duas colunatas são dispostas longitudinalmente. Elas sugerem outra delimitação das salas de trabalho e marcam o eixo de circulação do pavimento. A estrutura é metálica e o as lajes são do tipo cogumelo.
A esquadria da fachada sul possui um módulo definido, gerando certa ordem e uma distribuição justa de iluminação e ventilação. O pano cego na fachada indica o pavimento que abriga o auditório. Piso com um layout diferenciado possui uma escada helicoidal que dá acesso ao pavimento superior.
Uma das complicações após a sua inauguração foi a construção do edifício-sede do Banco Central do Brasil, no terreno em frente à fachada oeste. Nesse terreno, deveria ter sido construída uma praça, que nunca foi executada. O edifício construído tira visão espacial proposta, anula todas as medidas contra a insolação e quebra o skyline da Av. Presidente Vargas, com um gabarito que ultrapassa o das edificações vizinhas. A relação do edifício com o entorno foi, portanto, prejudicada.

### Maturidade arquitetônica

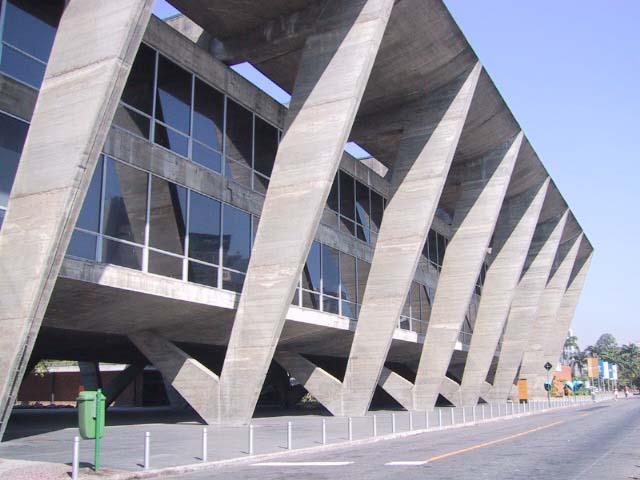
Museu de Arte Moderna do Rio de Janeiro

Em 1954 projeta o Museu de Arte Moderna do Rio de Janeiro, obra de concepção estrutural arrojada, logo após obter o primeiro prêmio da Exposição Internacional de Arquitetos da I Bienal de São Paulo, em 1953. Com o prestígio alcançado, é convidado a projetar o Museu Nacional do Kuwait.
Também é responsável pelos projetos do Conjunto Habitacional da Gávea (projeto mutilado pela construção do Túnel Zuzu Angel) e do Conjunto Habitacional Pedregulho, considerado arrojado pela sua concepção espacial e pela prioridade dada aos equipamentos de lazer e convivência.
Os críticos costumam apontar os dois projetos como suas obras-primas.
Reidy foi o primeiro a propor um centro cívico no Brasil, na linha dos  civic centers  americanos. Tal proposta está no seu projeto para a área do desmonte do morro Santo Antônio, no Rio de Janeiro, em 1948.

## Críticas

Sérgio Rocha, Affonso Eduardo Reidy, Maurício Roberto e Flávio Siqueira com Dora Vasconcellos, cônsul-geral do Brasil em Nova York.

Após sua morte, durante as décadas de 1970 e 1980, toda a obra da geração à qual Reidy pertenceu, assim como o seu ideário e visão de mundo, passou a ser bastante criticada, com o adento da chamada pós-modernidade.
Entre os principais alvos de detratores está o Pedregulho - que, ironicamente, é também um dos mais elogiados. Os críticos alegam que o projeto não considerava as necessidades e características da população à qual se destinava, o que levou à efetiva degradação do local.